# Geoffrey Ngeno
Geoffrey Ngeno (né le 1er janvier 1980) est un athlète kényan, spécialiste du 400 m.
Il a réalisé 45 s 93 à Nairobi le 28 juin 2008 et a remporté la médaille d'or aux Championnats d'Afrique d'athlétisme 2010, toujours à Nairobi.